# Copa del Mundo de ciclismo de montaña de la UCI de 2023
La Copa del Mundo de ciclismo de montaña de la UCI de 2023 es la 34.ª edición de la Copa del Mundo UCI de ciclismo de montaña.
Consta de 8 rondas para las modalidades de XCO, XCC y descenso. La modalidad de enduro y de bicicleta de montaña eléctrica tiene 7 rondas, el XCE cuenta con 5 y el XCM contiene 4 rondas.

## Resultados
Sistema de puntuación para la general de XCO
Los puntos se reparten de la siguiente manera:
Carreras de XCC:
| Posición | 1.º | 2.º | 3.º | 4.º | 5.º | 6.º | 7.º | 8.º | 9.º | 10.º | 11.º | 12.º | 13.º | 14.º | 15.º | 16.º | 17.º | 18.º | 19.º | 20.º | 21.º | 22.º | 23.º | 24.º | 25.º | 26.º | 27.º | 28.º | 29.º | 30.º | 31.º | 32.º | 33.º | 34.º | 35.º | 36.º | 37.º | 38.º | 39.º | 40.º |
| Puntos   | 80  | 65  | 50  | 40  | 38  | 37  | 36  | 35  | 34  | 33   | 32   | 31   | 30   | 29   | 28   | 27   | 26   | 25   | 24   | 23   | 22   | 21   | 20   | 19   | 18   | 17   | 16   | 15   | 14   | 13   | 12   | 11   | 10   | 9    | 8    | 7    | 6    | 5    | 4    | 3    |

Carreras de XCO:
| Posición | 1.º | 2.º | 3.º | 4.º | 5.º | 6.º | 7.º | 8.º | 9.º | 10.º | 11.º | 12.º | 13.º | 14.º | 15.º | 16.º | 17.º | 18.º | 19.º | 20.º | 21.º | 22.º | 23.º | 24.º | 25.º | 26.º | 27.º | 28.º | 29.º | 30.º | 31.º | 32.º | 33.º | 34.º | 35.º | 36.º | 37.º | 38.º | 39.º | 40.º | 41.º | 42.º | 43.º | 44.º | 45.º | 46.º | 47.º | 48.º | 49.º | 50.º | 51.º | 52.º | 53.º | 54.º | 55.º | 56.º | 57.º | 58.º | 59.º | 60.º | Carrera finalizada a partir del 61.º |
| Puntos   | 250 | 200 | 160 | 150 | 140 | 130 | 120 | 110 | 100 | 95   | 90   | 85   | 80   | 78   | 76   | 74   | 72   | 70   | 68   | 66   | 64   | 62   | 60   | 58   | 56   | 54   | 52   | 50   | 48   | 46   | 44   | 42   | 40   | 38   | 36   | 34   | 32   | 30   | 29   | 28   | 27   | 26   | 25   | 24   | 23   | 22   | 21   | 20   | 19   | 18   | 17   | 16   | 15   | 14   | 13   | 12   | 11   | 10   | 9    | 8    | 3                                    |

Nota: La general de XCC es independiente, pero para la general de XCO cuentan tanto los resultados de las pruebas de XCC como de XCO. En la general de la XCC, los puntos se reparten como si fuesen carreras de XCO

### XCC
| Posición | Nombre del ciclista | CZE | SUI | AUT | ITA | AND | FRA | USA | CAN | Puntos |
| -------- | ------------------- | --- | --- | --- | --- | --- | --- | --- | --- | ------ |
| 1        | Luca Schwarzbauer   | 3   | 1   | 2   | 1   | 1   | 3   | 3   | 7   | 1550   |
| 2        | Jordan Sarrou       | 8   | 2   | 1   | 7   | 3   | 2   | 2   | 2   | 1440   |
| 3        | Joshua Dubau        | 24  | 5   | 6   | 3   | 7   | 6   | 6   | 24  | 926    |
| 4        | Jens Schuermans     | 9   | 12  | 4   | 5   | 28  | 4   | 22  | 9   | 837    |
| 5        | Nino Schurter       | 5   | 16  | 17  | 10  | 2   | DNS | 8   | 5   | 831    |

### XCO
| Posición | Nombre del ciclista | CZE | SUI | AUT | ITA | AND | FRA | USA | CAN | Puntos |
| -------- | ------------------- | --- | --- | --- | --- | --- | --- | --- | --- | ------ |
| 1        | Nino Schurter       | 3   | 1   | 21  | 1   | 12  | 2   | 2   | 14  | 1549   |
| 2        | Jordan Sarrou       | 4   | 3   | 11  | 8   | 4   | 34  | 1   | 9   | 1509   |
| 3        | Mathias Flückiger   | 7   | 11  | 5   | 2   | 1   | 9   | 4   | 2   | 1499   |
| 4        | Luca Schwarzbauer   | 6   | 103 | 2   | 170 | 5   | 135 | 140 | 10  | 1344   |
| 5        | Thomas Griot        | 5   | 4   | 7   | 72  | 2   | 7   | 7   | 110 | 1196   |
| 6        | Joshua Dubau        | 2   | 70  | 14  | 4   | 108 | 5   | 18  | 8   | 1125   |
| 7        | Lars Forster        | 8   | 13  | 1   | 9   | 6   | 40  | 36  | 15  | 1056   |
| 8        | Alan Hatherly       | 10  | 2   | 4   | 5   | Ret | 20  | 8   | 32  | 1055   |